# Ngargosoko (Srumbung)
Ngargosoko is een bestuurslaag in het regentschap Magelang van de provincie Midden-Java, Indonesië. Ngargosoko telt 2126 inwoners (volkstelling 2010).